# Пермский театр оперы и балета имени П. И. Чайковского
Пермский театр оперы и балета (полное название — Пермский государственный ордена Трудового Красного Знамени академический театр оперы и балета им. П. И. Чайковского) — один из старейших музыкальных театров России, инициатор Дягилевского фестиваля и Конкурса артистов балета «Арабеск» имени Екатерины Максимовой.
Один из основных творческих принципов театра — освоение всего наследия композитора Петра Чайковского. Пермский театр оперы и балета — единственный в России, где были поставлены все его сценические произведения: 10 опер и 3 балета .
Балетная труппа театра — одна из наиболее популярных в России, успешно гастролирует за рубежом. В январе 2008 года с постановки оперы Чайковского «Мазепа» начато продвижение в США оперной труппы, выступающей там под названием «Чайковский-театр».

## История

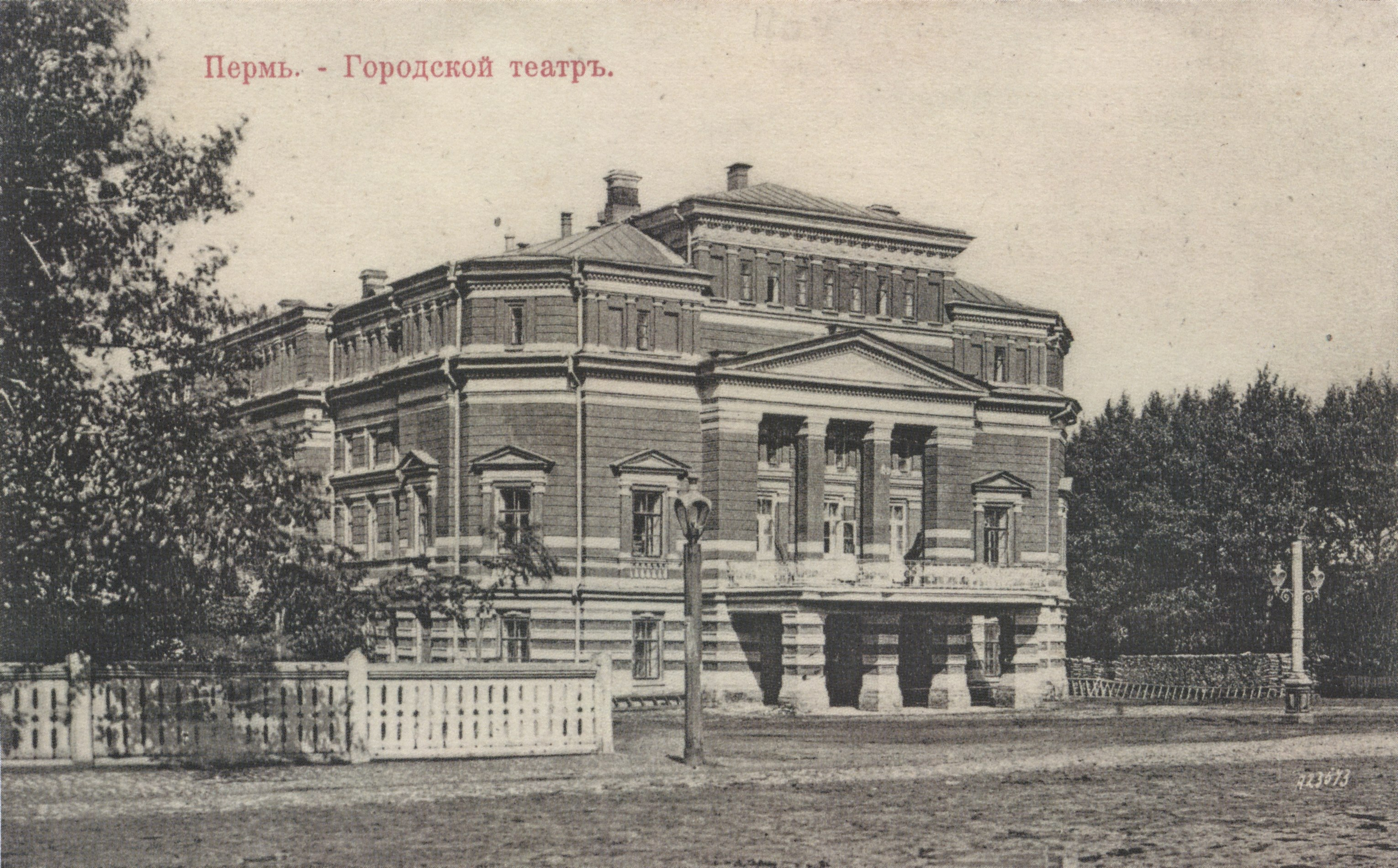
Театр в начале XX века

После пожара 1842 года выступления первых антрепризных театров проводились в соляном складе Строгановых на берегу Камы, как наиболее подходящем на тот момент здании. Труппа Петра Соколова открыла там свой первый уральский сезон в октябре 1843 года.
В результате успеха гастролирующих театров возникла потребность в постройке постоянного здания для выступлений таких театров. Специальное деревянное здание театра было построено в 1846 году рядом с гауптвахтой (позднее на месте гауптвахты — Мариинская женская гимназия), по Обвинскому переулку (улица 25 Октября). 20 сентября 1846 года в этом здании труппа Соколова открыла сезон комедией «Полубарские затеи» А. А. Шаховского с хорами и комическими балетами.
В конце 1863 года здание театра сгорело, в 1864 году на площади перед зданием думы, напротив гостиного двора, построен небольшой деревянный театр вместо сгоревшего.
Новый городской театр основан 24 ноября 1870 года. Первым представлением стала опера Михаила Глинки «Жизнь за царя».
Современное здание театра построено в 1874—1880 годах по проекту Рудольфа Карвовского.
В осенний сезон 1879 года, «в не совсем отстроенном новом театре, в Перми впервые давала спектакли оперная труппа, содержимая антрепренёром Казанского театра, известным Медведевым. Никогда прежде пермякам не доставлял театр такого высокого музыкально-художественного наслаждения».
1 февраля 1880 года каменное здание театра окончательно построено.
В 1896 году театр был переведён под попечение городской думы. Депутаты приняли решение сформировать городскую дирекцию для управления театром содержать оперную труппу за счёт бюджета города. Первый сезон под муниципальным управлением открылся постановкой «Аиды».
20 августа 1921 года открылся первый театральный сезон после окончания Гражданской войны.
14 мая 1939 года на основании постановления Президиума оргкомитета Верховного Совета РСФСР по Пермской области Пермский городской театр был переименован в Пермский областной театр оперы и балета.
Во время Великой Отечественной войны в театре выступал эвакуированный в Пермь Ленинградский театр оперы и балета имени Кирова.
В 1946 году театр был награждён орденом Трудового Красного Знамени.
В 1957—1959 годах здание было полностью реконструировано (архитекторы С. С. Андреев, Д. Я. Киржаков, инженер-строитель Ю. С. Гусев). Увеличено количество зрительских мест. Реконструкция не коснулась сцены — она такая же, как и в XIX веке, то есть самая маленькая, если сравнивать её со сценами всех музыкальных театров России.
4 июня 1959 года состоялся первый спектакль в Пермском оперном театре после его кардинальной реконструкции: для строителей, подаривших театру новую жизнь, была поставлена опера Бизе «Кармен». 5 июня состоялось торжественное открытие театра.
В 1965 году Пермскому театру оперы и балета было присвоено имя Петра Чайковского. В 1969 году театру было присвоено звание «академический».
В 1983 (или 1984) году впервые в СССР на сцене театра была представлена премьера оперы Сергея Прокофьева «Огненный ангел».
В 1984 году за постановку оперы Прокофьева «Война и мир» коллективу театра была присуждена Государственная премия РСФСР имени М. И. Глинки.

### Происшествия
В феврале 1937 года Пермь посетил знаменитый лётчик Валерий Чкалов. Он пришёл в театр на спектакль «Евгений Онегин». Актриса, исполнявшая роль Татьяны Лариной, низко наклонилась над свечой, и у неё загорелся парик. Тогда Чкалов, сидевший в боковой директорской ложе, выпрыгнул на сцену, сорвал с актрисы парик и потушил его. После окончания спектакля Чкалов записал в книге для почётных посетителей: «Замечательный спектакль. Хорошие голоса. Хор прекрасный… Желаю замечательному коллективу дальнейших успехов в работе».

## Люди театра
С 1996 по 2010 год художественным руководителем и главным режиссёром театра был Георгий Исаакян. С 2011 года художественное руководство театром взял на себя дирижёр Теодор Курентзис, при этом Валерий Платонов сохранил за собой пост главного дирижёра. В июне 2019 года Теодор Курентзис принял решение покинуть с сентября пост художественного руководителя театра и сосредоточиться на дальнейшем развитии оркестра и хора MusicAeterna, оставаясь худруком Международного Дягилевского фестиваля в Перми.

### Главные дирижёры
- 1944—1955 — Анатолий Людмилин
- 1955—1963 — Александр Шморгонер
- 1963—1976 — Борис Афанасьев
- 1977—1980 — Владимир Коваленко
- 1980—1984 — Владимир Рылов
- 1984—1989 — Александр Анисимов
- 1992—2001 — Вадим Мюнстер
- 2001—2018 — Валерий Платонов
- 2011—2019 — Теодор Курентзис (художественный руководитель)
- 2019—2022 — Артём Абашев[11]
- 2022—2023 — Мигран Агаджанян[12]
- 2023—н. в. — Владимир Ткаченко

### Текущее руководство театра
- Генеральный директор — Анна Волк (с сезона 2022/23)[13]
- Руководитель балетной труппы — Алексей Мирошниченко (с 2023)
- Главный хормейстер — Екатерина Антоненко (с октября 2022)[14]
- Программный директор — Дмитрий Ренанский[15]

### Труппа
- Бобров, Дмитрий Викторович (2005—2010), оперный певец (тенор).
- Богданов, Валентин Яковлевич (1967—1981), оперный певец (баритон), народный артист РСФСР.
- Бойкиня, Никифор Михайлович (1947—1963), оперный певец (баритон), народный артист РСФСР.
- Григорьева, Александра Павловна (1950—1961), оперная певица (меццо-сопрано), заслуженная артистка РСФСР.
- Сибирцев, Александр Сергеевич (1973—1993), оперный певец (тенор), народный артист РСФСР.
- Соляник, Лилия Антоновна (1969—1992), оперная певица (колоратурное сопрано), народная артистка РСФСР.
- Турчанис, Владимир Александрович (1960—1992), оперный певец (бас), народный артист РСФСР.
- Шубина, Эльвира Михайловна (1967—1990), оперная певица (сопрано), народная артистка РСФСР.

## Фестивали и конкурсы
Театр проводит открытый балетный конкурс «Арабеск», а также являлся инициатором первого Дягилевского фестиваля.

## Здание театра
Вместимость зала: 704 места.
Оркестровая яма: 50 посадочных мест.
Параметры сцены:
- высота: 21,5 м;
- ширина: 18 м;
- глубина: 14 м.

Зеркало сцены:
- высота: 8,5 м;
- ширина: 12 м.

Новое здание театра планировалось построить к 2015 году. В проекте предусматривался новый зрительный зал, который будет размещаться в новом здании и располагаться рядом с действующим залом. Однако краевые власти отказались от проекта, посчитав, что строительство дорого обойдется бюджету. В январе 2020 года был представлен новый дизайн-концепт, который разработало бюро wHY из Нью-Йорка и архитектор Андрейа Стойич. Для Новой сцены Пермского театра была выбрана площадка в Разгуляе, между Заводом Шпагина и сквером им. Татищева. Строительство нового здания Пермской оперы планируется завершить к 2030 году.

## Награды
- Орден Трудового Красного Знамени (1946).
- Премия Правительства Российской Федерации имени Фёдора Волкова за вклад в развитие театрального искусства Российской Федерации (9 августа 2019 года)[18].